# Mattafix

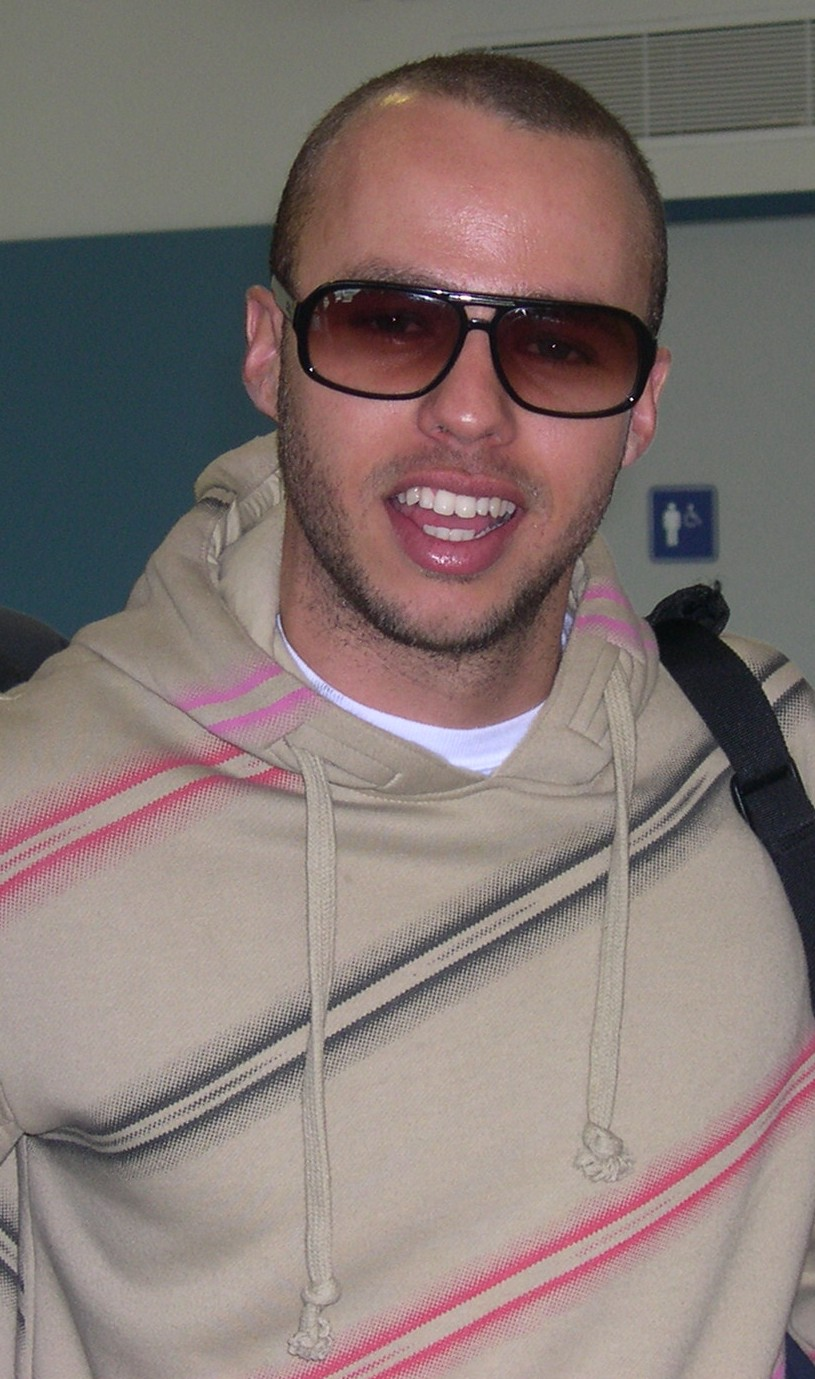

Mattafix este o formație britanică compusă din Marlon Roudette și Preetesh Hirji. Muzica produsă de aceștia este o fuziune între Hip-Hop/Rap, R&B, Reggae, Dancehall, Blues, Jazz, Soul și World. Au câștigat în 2006 Sopot International Song Festival.

## Biografie
Marlon Roudette s-a născut în Londra și a copilărit în insulele Caraibe în St.Vincent, împreună cu mama și sora sa după ce s-au mutat acolo când el era tânăr. Preetesh Hirji s-a născut în Londra având ambii părinți din India.

## Signs of a Struggle (2005-2006)
Mattafix au lansat prima lor melodie "11.30(Dirtiest Trick of Town)" ca ediție limitată a Buddhist Punk Records la 13 ianuarie 2005. Oricum ,cântecul lor nu a fost introdus în nici un fel de top.
A doua melodie,"Big City Life" a fost lansat de EMI în data de 8 august 2005. A fost un succes considerabil,reușind să ajungă în topul din UK pe locul 15 și în topurile din Germania, Polonia, Austria, Italia, Suedia și Noua Zeelandă pe locul 1. De asemenea a avut un succes moderat în celelalte țări europene unde a ajuns până pe locul 20. Se poate de asemenea auzi pe pista sonoră a jocului Fifa World Cup Germany 2006, produsă de Ea Sports.
Cea de-a treia melodie a fost "Passer By" ce a fost lansat pe 24 octombrie 2005. Oricum, ajunge în topurile din UK numai până pe locul 79. Melodia a precedat cu albumul lor de debut "Signs of a Struggle",care a fost lansat o săptămână mai târziu. "Passer By" a fost lansat numai în Marea Britanie și în Polonia.
"Signs of a Struggle" a primit vizionari pozitive și a avut un succes moderat în țările europene unde a atins locul 100. Oricum, albumul a fost clasat pe locul 159 în UK Topul Albumelor. "Signs of a Struggle" a fost un album produs alături de Triple J în aprilie 2006.
Componenții au facut un turneu împreună cu Jem și Joss Stone în UK pentru promovarea albumului.
Cea de-a patra melodie "To & Fro" a fost lansat în 13 martie 2006. Melodia putea fi luată doar prin download în UK (Marea Britanie). Și acest single ratează un loc în topurile mai multor țări ale Europei.
Cea de-a cincea melodie, "Cool Down the Pace" este lansat pe 1 august 2006, dar nereușind sa ajungă pe un loc bun în topurile din Europa. A fost ultima melodie luata de pe albumul de debut "Signs of a Struggle".

## Rhythm & Hymns (2007-prezent)
În data de 7 septembrie 2007, Mattafix lansează primua melodie "Living Darfur" de pe al doilea album "Rhythm & Hymns". Acesta a fost disponibil doar ca download. Melodia a fost lansat material în 22 octombrie 2007 având o combinație cu Matt Damond.
Albumul a fost lansat în data de 23 noiembrie 2007 în mai multe țări din Europa. În Australia a fost lansat pe 17 noiembrie 2007, iar în UK data lansării nu a fost anunțată.
Cei de la Mattafix au scris melodia lui Lady Gaga "Eh Eh(Nothing Else I Can Say) remix.